# Genadekathedraal (San Francisco)
De Genadekathedraal (Engels: Grace Cathedral) is een kerkgebouw in de Amerikaanse stad San Francisco. De op de Nob Hill gelegen kerk is de kathedraal van het episcopaalse bisdom Californië. Vroeger besloeg het bisdom de hele staat Californië, tegenwoordig slechts delen van de San Francisco Bay Area.
De kathedraal ontvangt veel bezoekers uit de gehele wereld vanwege haar mozaïeken van Henryk de Rosen, een replica van Ghiberti's vergulde Poorten van het Paradijs, twee labyrinten, de gebrandschilderde ramen, het altaarstuk van Keith Haring in de Aids-kapel, het middeleeuwse en moderne kerkmeubilair, het 44 klokken tellende carillon, drie orgels en de beroemde kathedraalkoren.

## Geschiedenis

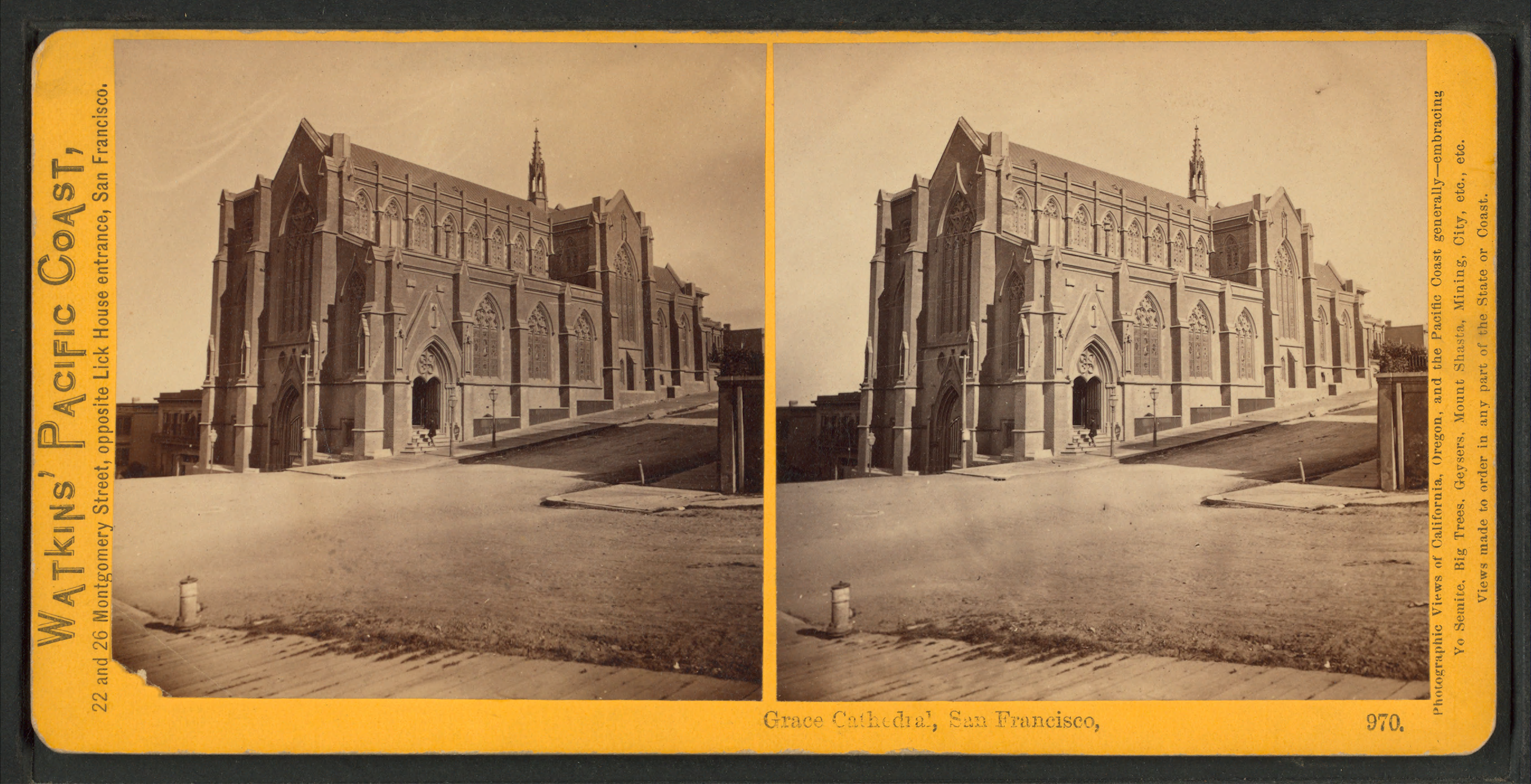
De oude Genadekathedraal voor de aardbeving

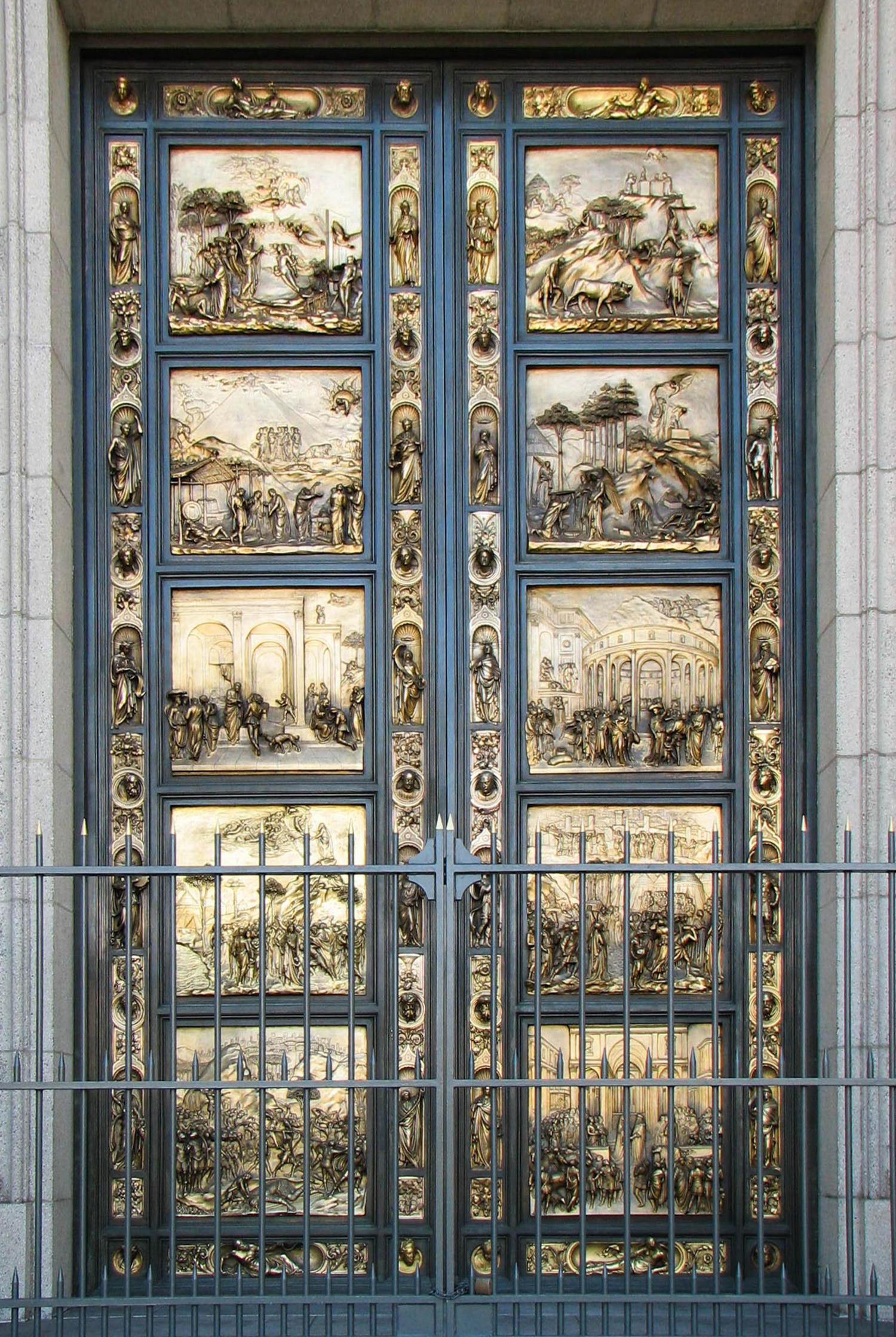
De Poorten van het Paradijs (replica's)

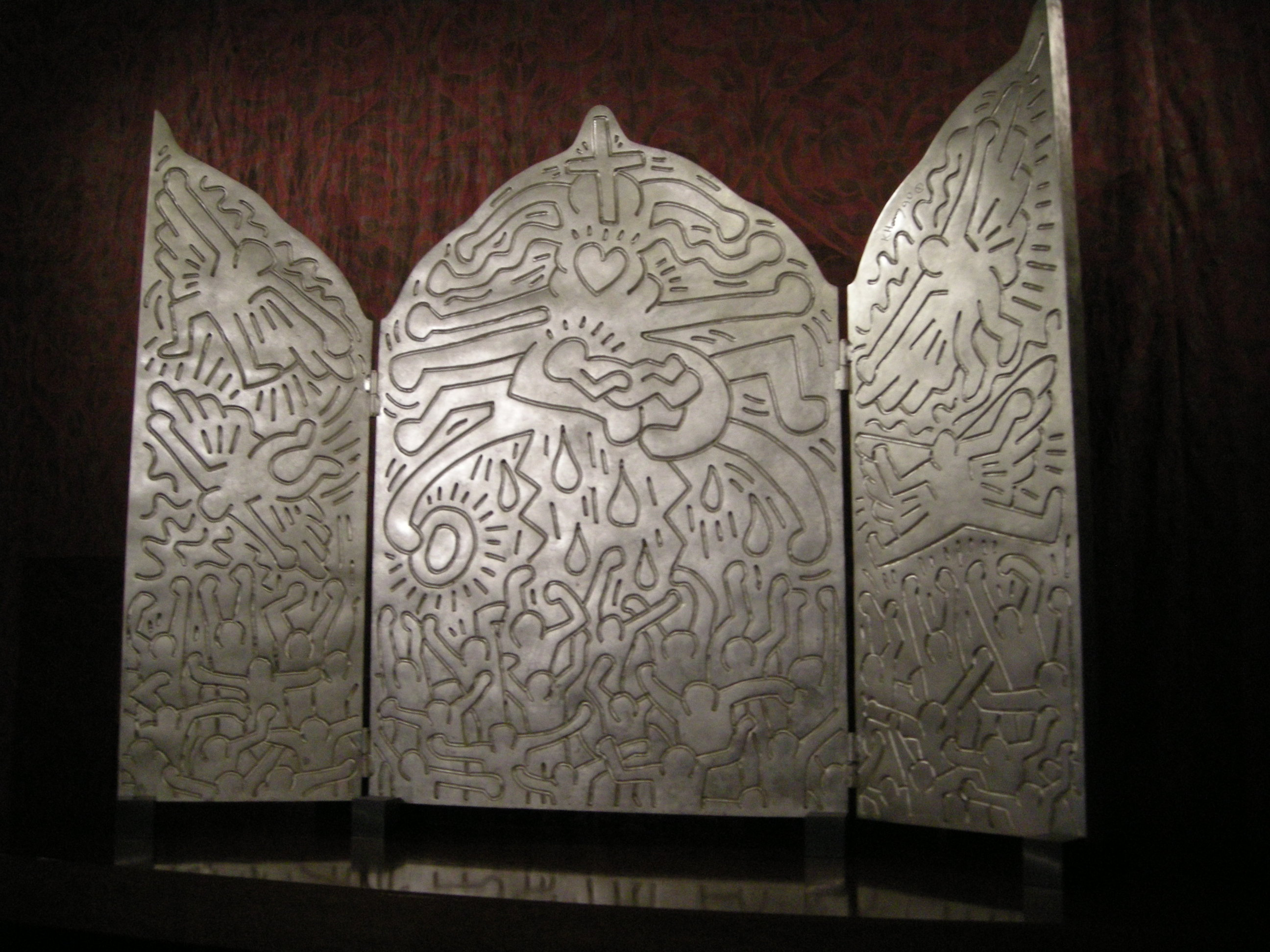
Retabel in de Aids-kapel

De geschiedenis begon met de stichting van de parochie in 1849 tijdens de Californische goldrush. De eerste kleine kapel werd gebouwd in 1849 en een indrukwekkende derde kerk werd vernietigd door het vuur dat volgde op de aardbeving in 1906. De welgestelde bankier William Henry Crocker schonk zijn in ruïnes liggende eigendom op Nob Hill aan het bisdom om er een kathedraal te bouwen. De nieuwe kathedraal nam de congregatie en de naam van de nabijgelegen parochie over.
De kathedraal werd vanaf 1928 gebouwd in Frans-gotische stijl naar het ontwerp van Lewis P. Hobart en werd voltooid in 1964.

## Interieur

#### Mozaïeken
De kathedraal bezit een grote collectie werken van de oorspronkelijk uit Polen afkomstige kunstenaar Jan Henryk de Rosen met onder andere een muurmozaïek uit 1932 achter het retabel in de Genadekapel (Chapel of Grace), de voorstellingen van de Heilige Familie met de drie koningen en de herders in de Geboortekapel (Chapel of Nativity) uit 1946. Op verzoek van degene die het werk financierde werden de boven de voorstelling zwevende engelen door de artiest verwijderd; sterrenbeelden markeren hun voormalige plaats. De Rosen voegde ook een kleine afbeelding van zijn huis uit zijn kindertijd in Warschau toe. Op een kleinere schaal schilderde De Rosen de panelen voor het oude hoogaltaar, die nu te zien zijn in de Franciscuskapel (Chapel of St. Francis), die als columbarium van de kerk dient. 
De meest zichtbare werken van De Rosen zijn de muurschilderingen van historische gebeurtenissen in de zijbeuk. Ze werden tussen 1949-1950 aangebracht.

#### Ghiberti's Poorten van het Paradijs
De hoofdingang van de kathedraal bezit twee indrukwekkende deuren met scènes uit de Heilige Schrift. Ze worden vaak Ghirberti's deuren worden genoemd omdat het replica's betreffen van de deuren van Lorenzo Ghiberti in het baptisterium van de dom van Florence. Tijdens de Tweede Wereldoorlog werden de deuren uit de doopkapel gehaald (om ze voor bombardementen te behoeden of mogelijk ook ter aanvulling van de kunstcollectie van Hermann Göring) en verborgen in een verlaten spoorwegtunnel. Er werden toen replica's van de deuren gemaakt die later door de filantroop Charles D. Field werden aangekocht. Deze replica's werden naar San Francisco verscheept, waar ze in de juist voltooide kathedraal werden geplaatst, net op tijd voor de wijding in 1964. Overigens zijn de deuren van Florence's baptisterium tegenwoordig eveneens replica's, deze werden in 1990 werden geplaatst.

#### Labyrinten
Op de vloer van de Genadekathedraal is een labyrint aangelegd, zoals het middeleeuwse labyrint van de Onze-Lieve-Vrouwekathedraal van Chartres in Frankrijk. De bezoeker zou naar verluidt bij het volgen van het patroon van het labyrint in een meditatieve staat geraken. Op een binnenplaats buiten de kathedraal is een tweede labyrint te vinden.

#### De ramen
De kathedraal heeft gebrandschilderde ramen die in totaal 677 m² beslaan. Aan de voorstellingen met meer dan 1100 figuren variërend van Adam en Eva tot Albert Einstein werkten gerenommeerde kunstenaars mee. Tweeëndertig ramen werden in de jaren 1930-1966 ontworpen door de Amerikaan Charles Connick. De roosvensters in de voorgevel tussen de beide torens en de transepten zijn werken van de Fransman Gabriel Loire, inclusief de serie ramen van John Glenn, Thurgood Marshall, Jane Addams, Robert Frost en Albert Einstein.

#### Carillon
De installatie van een carillon werd mogelijk gemaakt dankzij een gift van Nathaniel T. Coulson, een oorspronkelijk uit Cornwall afkomstige makelaar en tandarts. Toen hij in 1875 in San Francisco aankwam merkte hij dat de kathedraal nog geen klok bezat. Alhoewel hij methodist was, begon hij te sparen voor klokken voor de kathedraal en, na een leven van geld op zij zetten,  kon hij zijn droom waarmaken met de bouw van een noordelijke toren om er klokken in onder te brengen. De klokken arriveerden nog voor de toren was voltooid en kregen de eerste jaren op Treasure Island een prominente plek op de Wereldtentoonstelling van 1939-1940. Het carillon speelde voor het eerst vanaf de toren op kerstavond 1940 en werd formeel in 1943 gewijd. Het carillon bestaat uit 44 bronzen klokken, gegoten in door Gillett & Johnston in 1938, Engeland.

#### Aids-kapel
De Aids-kapel is een in het jaar 2000 gewijde kapel ter nagedachtenis aan de circa 20.000 overleden San Franciscanen ten gevolge van de ziekte aids. De kapel is interreligieus en veel elementen en symbolen van vele geloven zijn aan te treffen in de kapel. Centraal in de kapel staat een altaar stuk van Keith Haring. Het draagt de titel "Het leven van Christus" (The life of Christ) en werd net voordat Haring zelf aan de ziekte aids stierf voltooid.

## Afbeeldingen

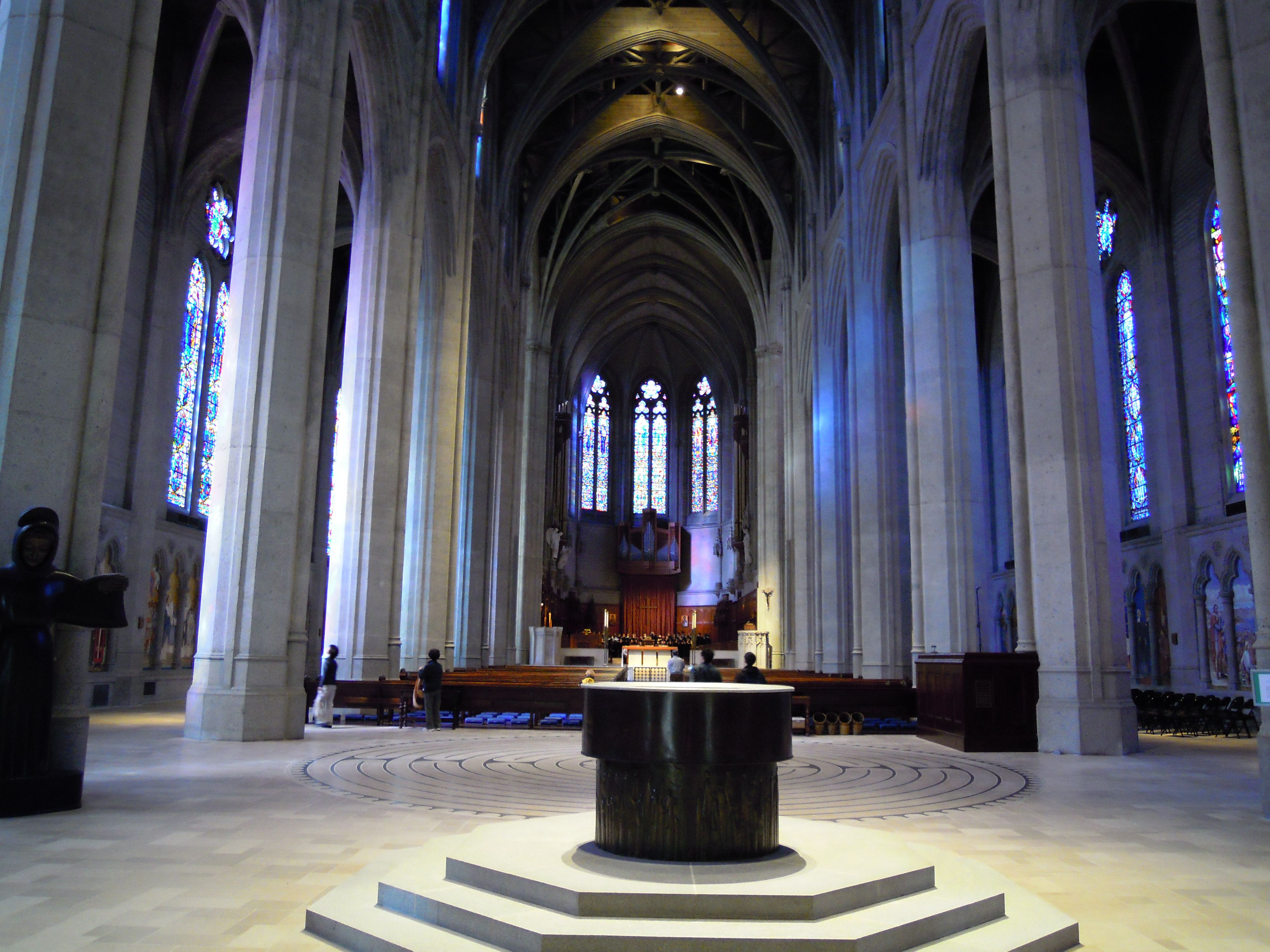
Koor
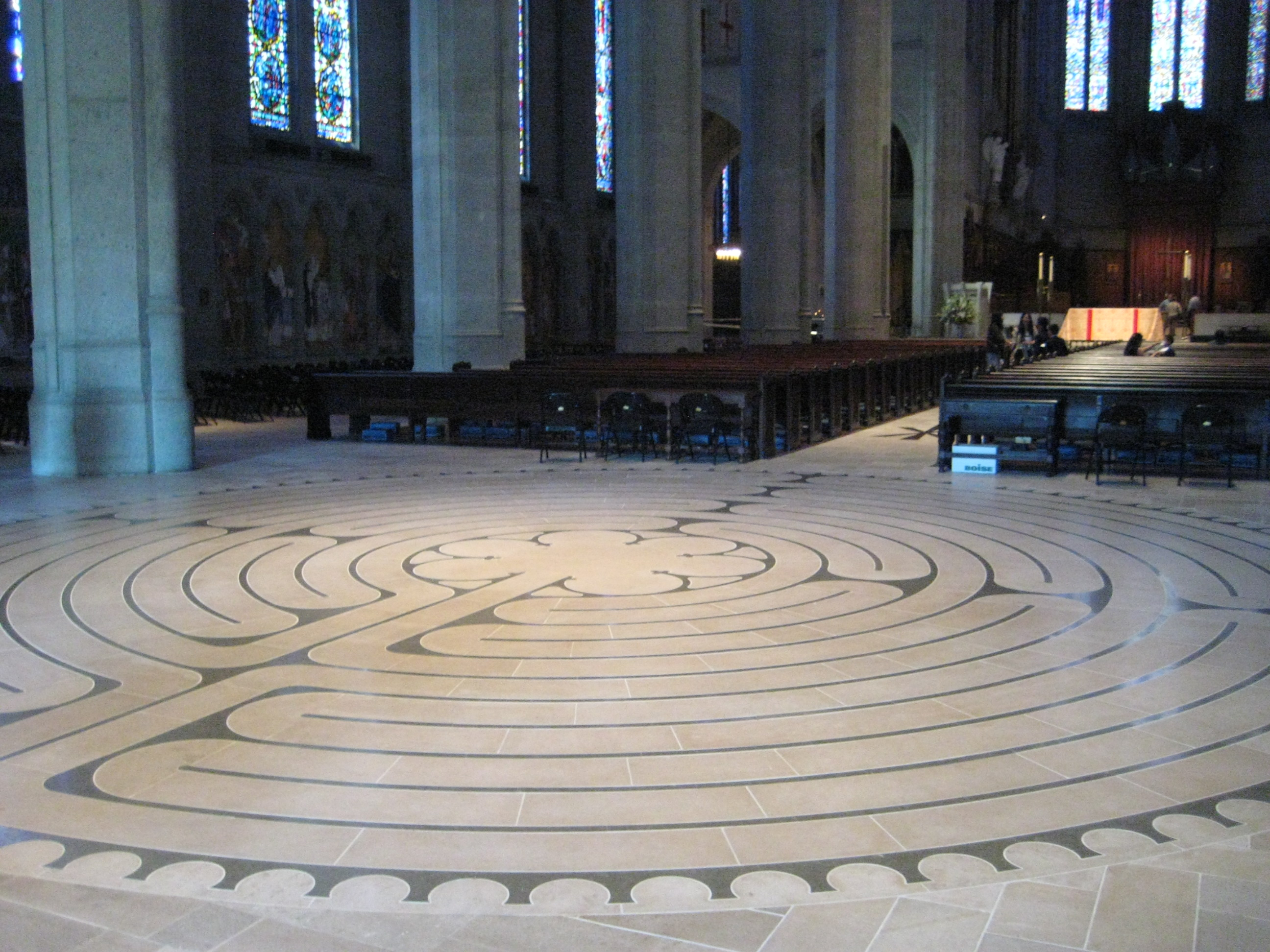
Labyrint
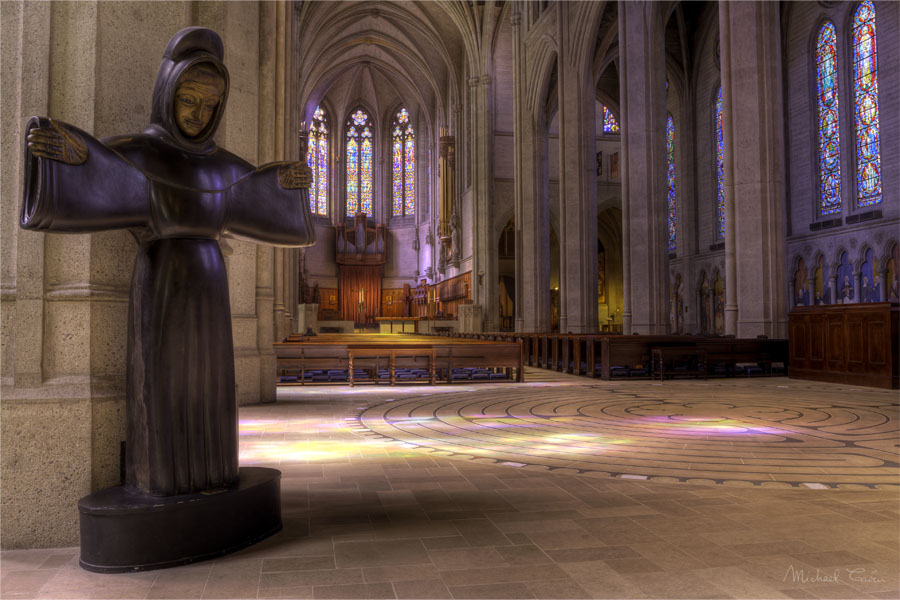
Beeld van Beniamino Bufano van Sint-Franciscus
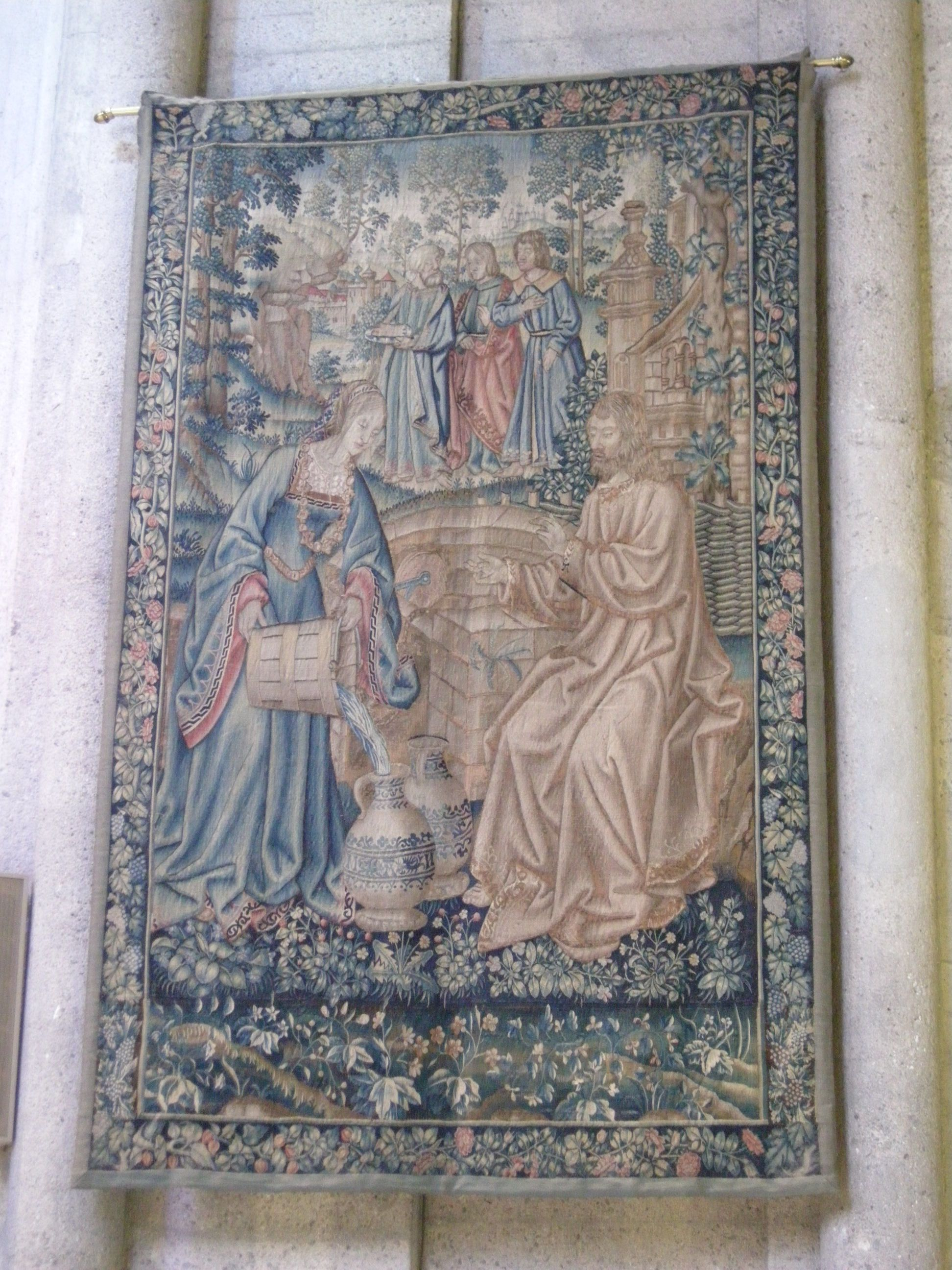
16-eeuws textiel (Frankrijk)
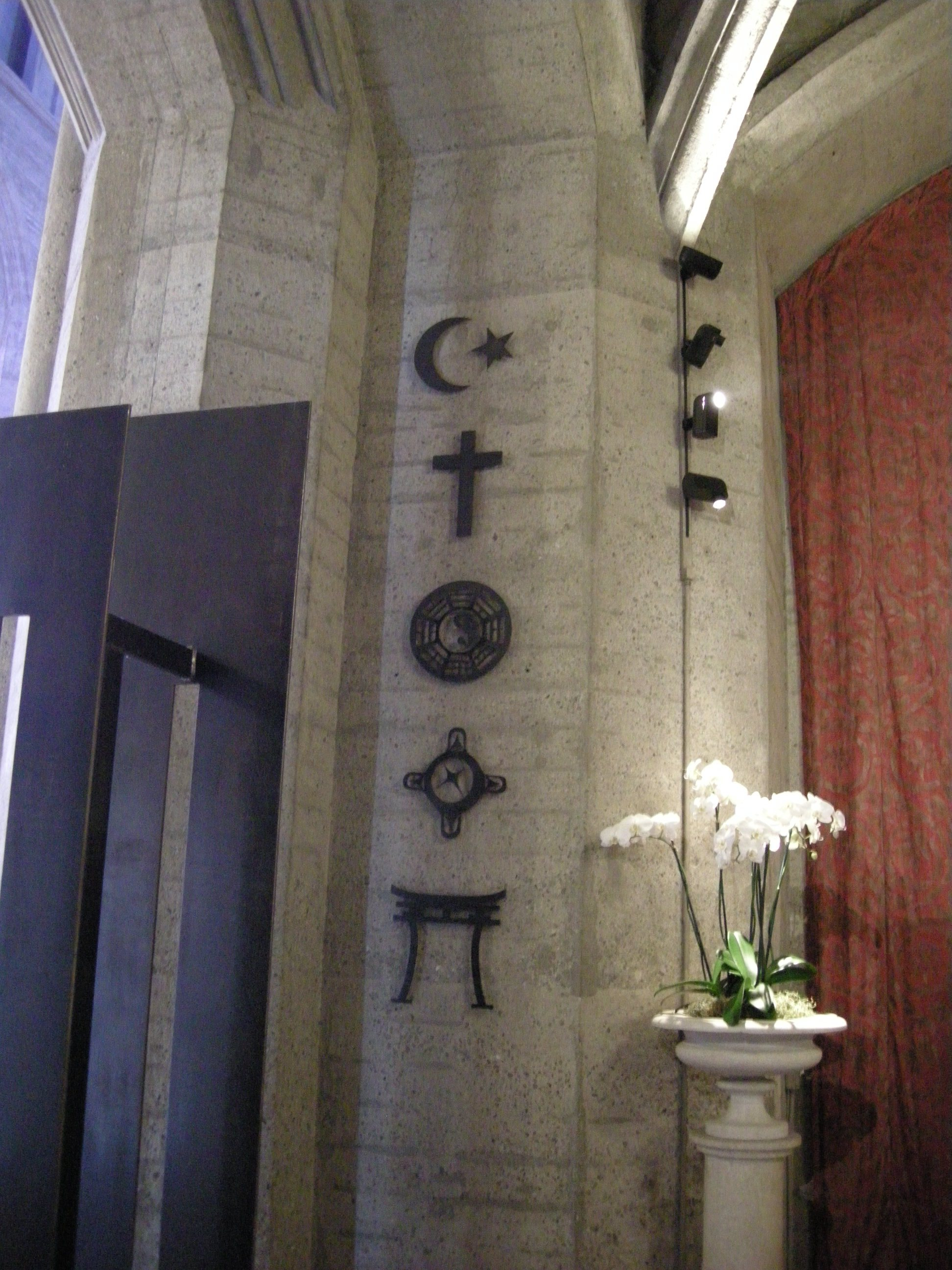
Religieuze symbolen in de Aids Kapel